# 台南市立野球場
台南市立野球場（タイナンしりつやきゅうじょう）は、台湾台南市に位置する野球場。プロ野球・中華職業棒球聯盟に属するチーム統一セブンイレブン・ライオンズの本拠地である。

## 設備の拡充
- 1992年  ナイター照明設備完成。
- 1995年  外野観客席2階拡建。
- 2004年  内野観客席新屋根入替。LED電光掲示板設置。
- 2005年  内野観客席椅子席を設置。

## 交通
- 台南駅から市営バス5系統に乗車、体育公園下車、或いは2系統に乗車、南門路下車、徒歩3分。またはタクシー。
- 球場の周囲には駐車場も存在する。